# 马西莫·马西尼
马西莫·马西尼（義大利語：Massimo Masini，1945年5月9日—），意大利男子篮球运动员。

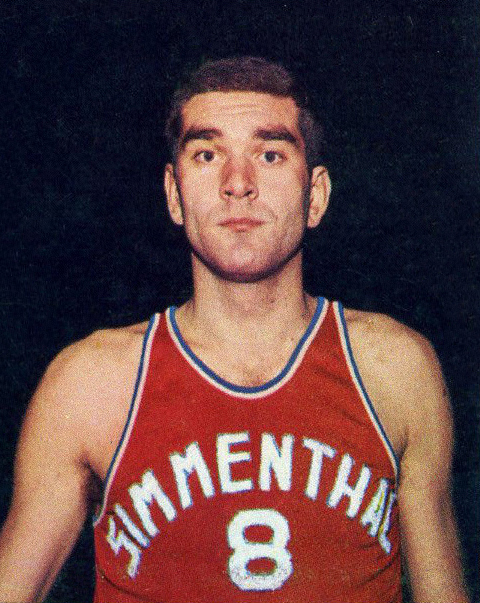
马西莫·马西尼

他曾随意大利国家队参加1964年、1968年和1972年三届夏季奥运会，分别获得第五名、第八名和第四名。